# Rafael Domènech i Gallissà
Rafael Domènech i Gallissà (Tivissa, 1874 - Madrid, 1929) fou un crític i historiador d'art català.
Professor d'història de l'art a l'Escola de Belles Arts de València i a l'Escola Especial de Pintura de Madrid. Membre de l'Academia de Bellas Artes de San Fernando, el 1913 fou nomenat director del Museo Nacional de Artes Industriales y Decorativas de Madrid. Col·laborà en diverses publicacions artístiques barcelonines (Forma, Vell i Nou) i diaris de Madrid (El Liberal, ABC). Fou crític d'art a Las Provincias i director de la Biblioteca de Arte Español.